# 穆宗 (唐)
穆宗（ぼくそう）は、唐朝の第15代皇帝。憲宗の三男。

## 生涯
初名は宥であったが、元和7年（812年）に立太子された際に恒と改名した。元和15年（820年）に父帝が宦官の王守澄によって殺害されると、王守澄によって皇帝に擁立された。史書によれば主体性に欠け、享楽に耽る生活を送っていた。このため穆宗の代に宦官による専横がさらに顕著化し、牛李の党争と呼ばれる官僚らの派閥闘争が激化した。自らの長命のために道士が勧めた金丹による中毒により、30歳にして崩御した。

## 宗室
- 側室：王妃（贈恭僖皇后）
  - 長男：景王 李湛（敬宗） - 第16代皇帝
- 側室：蕭宮人（贈貞献皇后）
  - 次男：江王 李涵（文宗） - 第17代皇帝
- 側室：韋妃（贈宣懿皇后）
  - 九男：潁王 李瀍（武宗） - 第18代皇帝
- 側室：武貴妃
  - 長女：義豊公主
- 側室：楊賢妃
  - 四男：安王 李溶
- 側室：張昭儀
  - 次女：淮陽公主
- 側室：鄭才人
  - 四女：金堂公主
- 生母不詳の子女
  - 六男：漳王 李湊（懐懿太子）

## 登場作品
- 「宮心計」(2009年、香港ドラマ、日本未公開、演：李天翔)